# Gliese 588
Gliese 588 o GJ 588 (LHS 397 / CD-40 9712 / HIP 76074) es una estrella en la constelación de Lupus, el lobo, localizada visualmente a 34 minutos de arco al oeste de la brillante γ Lupi.
Situada a 19,36 años luz de distancia, es la estrella más próxima al Sol en esta constelación.
Gliese 588 es una enana roja de tipo espectral M3.0V y magnitud aparente +9,31.
Tiene una masa igual al 46 % de la masa solar y un radio equivalente al 48 % del que tiene el Sol.
Su luminosidad únicamente supone el 4 % de la luminosidad solar y su temperatura efectiva es de 3440 K.
Como posible estrella variable, recibe la denominación NSV 7119 en el New Catalogue of Suspected Variable Stars.
En concreto, la medida de su índice de actividad magnética mediante el doblete de la línea NaI de su espectro, ha puesto de manifiesto que dicha actividad varía en una escala de tiempo larga; además, existe una correlación significativa entre la actividad de la estrella y las variaciones de su velocidad radial.
Las estrellas conocidas más cercanas a Gliese 588 son GJ 3877, enana roja a 5,4 años luz, y Gliese 570, sistema estelar a 7,1 años luz.